# 礼仪街道
礼仪街道是中华人民共和国贵州省遵义市红花岗区下辖的一个街道办事处。

## 行政区划
礼仪街道下辖以下村级行政区划单位：
沙湾居委会、灵犀社区、和泰社区、高铁社区、和平社区、同心社区、平庄社区、新民社区、盘龙社区、板山村、民主村。